# ТЕС Кап-де-Біш (IPP)
ТЕС Кап-де-Біш (IPP) — теплова електростанція у Сенегалі, розташована за два десятки кілометрів на схід від столиці країни Дакара, на протилежній стороні затоки Hann Bay.
ТЕС, введена в експлуатацію у 2000 році компанією GTI-Dakar, стала першою великою приватною станцією (independent power plant, IPP) в країні. З метою оптимального використання наявної інфраструктури її розмістили поряд з існуючою ТЕС Кап-де-Біш, що належить державній компанії SENELEC. Основне обладнання цієї парогазової станції комбінованого циклу складали газова турбіна потужністю 35 МВт та парова потужністю 17 МВт. Вони пропрацювали до 2013 року, коли з технічних причин виробництво остаточно зупинилось.
На цьому етапі станцію викупила компанія ContourGlobal, котра після проведеного аудиту вирішила повністю демонтувати старе обладнання та відновити станцію використовуючи дизель-генератори Wartsila 18V46 одиничною потужністю 16,5 МВт. На першому етапі передбачалось встановлення трьох таких генераторів, які мали бути обладнані для роботи за схемою комбінованого циклу — система Flexicycle. При цьому залишкове тепло від роботи двигунів живить парову турбіну, яка додає 3,5 МВт потужності та забезпечує зростання паливної ефективності з 46,9 % до 50,2 %.
Нова станція розпочала роботу у квітні 2016-го, а вже у вересні того ж року запустили другу чергу із ще двох генераторів 18V46 загальною потужністю 33 МВт.
Видача продукції відбувається по ЛЕП, що працює під напругою 90 кВ.